# Similosodus unifasciatus
Similosodus unifasciatus là một loài bọ cánh cứng trong họ Cerambycidae.